# Phrynobatrachus dispar
Phrynobatrachus dispar és una espècie de granota que viu a São Tomé i Príncipe.